# Saint-Médard-Nicourby
Saint-Médard-Nicourby är en kommun i departementet Lot i regionen Occitanien i södra Frankrike. Kommunen ligger i kantonen Latronquière som tillhör arrondissementet Figeac. År 2022 hade Saint-Médard-Nicourby 98 invånare.

## Befolkningsutveckling
Antalet invånare i kommunen Saint-Médard-Nicourby
| Referens: INSEE |